# Blake Riley
Blake Riley (tên khai sinh: Blake Brumbelow) là một cựu diễn viên phim khiêu dâm đồng tính và lưỡng giới. Anh thường xuất hiện trong các bộ phim và những tạp chí khiêu dâm.

## Sự nghiệp
Riley được phát hiện bởi đạo diễn phim khiêu dâm Chi Chi LaRue và hãng phim Randy Blue trên Myspace. Trong thời điểm này, Riley vẫn còn là một người vô gia cư tại Dallas, Texas. Thật đáng bất ngờ là cả hai công ty phim lớn là Rascal Video của LaRue và Randy Blue (kèm theo hai trang nữa là Jet Set Men và Cockyboys.com) đều muốn ký hợp đồng với anh, nhưng anh đã quyết định ký cả hai hợp đồng, tạo nên một lịch sử trong ngành điện ảnh khiêu dâm. Riley sau đó đã nhận được một giải GayVN Awards 2008 cho "Diễn viên mới Xuất sắc của Năm". Anh đồng thời còn có nhiều mối quan hệ tình ái với những người đồng nghiệp của mình như Sebastian Rivers, Josh Vaughn, và Christian Owen.
Trong bộ phim lưỡng giới năm 2008, Shifting Gears, Riley đã làm tình với hai bạn diễn nữ là Shy Love và Brittany Amber, lần đầu tiên trong sự nghiệp của mình. Riley đồng thời cũng phát biểu rằng đó chính là một trong những kinh nghiệm khá thú vị và cho rằng nó hoàn toàn rất bình thường khi anh diễn chung với một bạn diễn nữ. Từ khi Riley xác nhận mình là người đồng tính, bộ phim này đã gây ra rất nhiều ý kiến trái chiều từ khán giả. Riley sau đó đã tiếp tục phản hồi trong một buổi trình diễn cho Randy Blue vào tháng 10 năm 2008, anh khẳng định rằng mình có thể thực hiện một bộ phim lưỡng tính nữa và nói thêm họ chỉ cần mặc dây đeo dương vật.
Vào tháng Giêng 2009, Riley đã tái ký hợp đồng với hãng Channel 1 Releasing nhưng với tư cách là một người mẫu độc quyền. Riley đã theo hãng phim này từ năm 2006. Nhưng đến tháng 7 năm 2009, Riley đã tuyên bố rằng mình sẽ chính thức từ bỏ ngành điện ảnh người lớn.

## Những bộ phim đã tham gia
- Blake Riley's Movin' In (2009)
- Shifting Gears: A Bisexual Transmission (2008)
- He Fucked My Father (2008)
- Unknown (2008)
- Sharp: Killer Good Looks (2008)
- Excess (2008)
- Link 5: The Evolution (2007)
- Bottom of the 9th: Little Big League 3 (2007)
- Chosen (2007)
- Knob Bobbin" (2007)
- Restless Youth (2007)